# ترتهره
ترتهره (به لاتین: Tërthorë) یک منطقهٔ مسکونی در آلبانی است که در شهرستان کوکس واقع شده‌است.